# Mie Hama
Mie Hama (en japonés: 浜美枝, nacida el 20 de noviembre de 1943) es una actriz japonesa, más conocida fuera de Japón por su papel como Kissy Suzuki en la película de James Bond de 1967 Sólo se vive dos veces.

## Carrera
Hama trabajaba como conductora de autobús cuando fue descubierta por el productor Tomoyuki Tanaka. Ella pasó a convertirse en una de las actrices más solicitadas de Japón. Algunas de sus apariciones notables incluyeron películas de monstruos de los estudios Tōhō como King Kong Escapes. Para cuando protagonizó Sólo se vive dos veces, había hecho más de 60 películas.
Hama fue originalmente elegida para interpretar al personaje de Aki (quien fue originalmente llamada Suki), y su coestrella Akiko Wakabayashi fue elegida para interpretar a Kissy Suzuki. Las dos actrices fueron enviadas a Londres durante tres meses, para ser instruidas en inglés.
Mie Hama y Wakabayashi intercambiaron roles, con Hama interpretando la parte más pequeña de Kissy (aunque el personaje de hecho era considerado la principal chica Bond). Debido a una enfermedad durante el rodaje, la actriz fue doblada en las escenas de buceo por Diane Cilento, esposa de Sean Connery en ese entonces. Mie Hama dijo de Sean Connery y su papel de James Bond, "Me gusta Connery. No me gusta James Bond. Bond es un playboy con muchas chicas. Connery tiene un corazón cálido". Ella posó desnuda en la edición estadounidense de la revista Playboy de junio de 1967 titulada "007's Oriental Eyefulls: Mie Hama, Akiko Wakabayashi, et al".